# Philodina plena
Philodina plena är en hjuldjursart som först beskrevs av David Bryce 1894.  Philodina plena ingår i släktet Philodina och familjen Philodinidae. Arten är reproducerande i Sverige. Inga underarter finns listade i Catalogue of Life.